# Кокада
Кокада — латиноамериканські кокосові цукерки та солодощі.

## Опис
Основним інгредієнтом кокад є кокосова стружка, яку, найчастіше, змішують з яйцем. Кокади запікають у духовці, але подають холодними, як цукерки. Існує безліч варіантів кокад, які сильно розрізняються між собою: за текстурою - від дуже твердих, що нагадують козинак або грильяж, до м'яких і розсипчастих; а також за кольором і за смаком, що досягається додаванням харчових барвників, ароматизаторів та інших фруктів, найчастіше сушених.
Хоча час і місце виникнення кокад точно невідомі, це досить старовинні цукерки. В Перу, наприклад, вони згадуються вже в 1878 році , але фактично існували і раніше.

## Регіональні різновиди
В Колумбії та Мексиці кокади («conserva de coco») продаються не тільки в магазинах, але і рознощиками на вулицях та на пляжах. В Уругваї місцеві «coquitos» зазвичай продаються в кафе та пекарнях, і мають делікатесні різновиди, наприклад, з вишнею та вишневою глазур'ю. В Бразилії кокади теж часто продають на вулицях.
Одним з варіантів кокади в Бразилії є «горіла кокада» (порт. Cocada preta), приготована з карамелізованого коричневого цукру та трохи підгорілого кокоса. Вираз «rei da cocada preta» («король горілої кокади») використовується в Бразилії для позначення зарозумілої людини з невиправдано високою зарозумілістю.
У деяких країнах Латинської Америки словом «кокада» також може називатися прохолодний напій з кокоса.

## Галерея

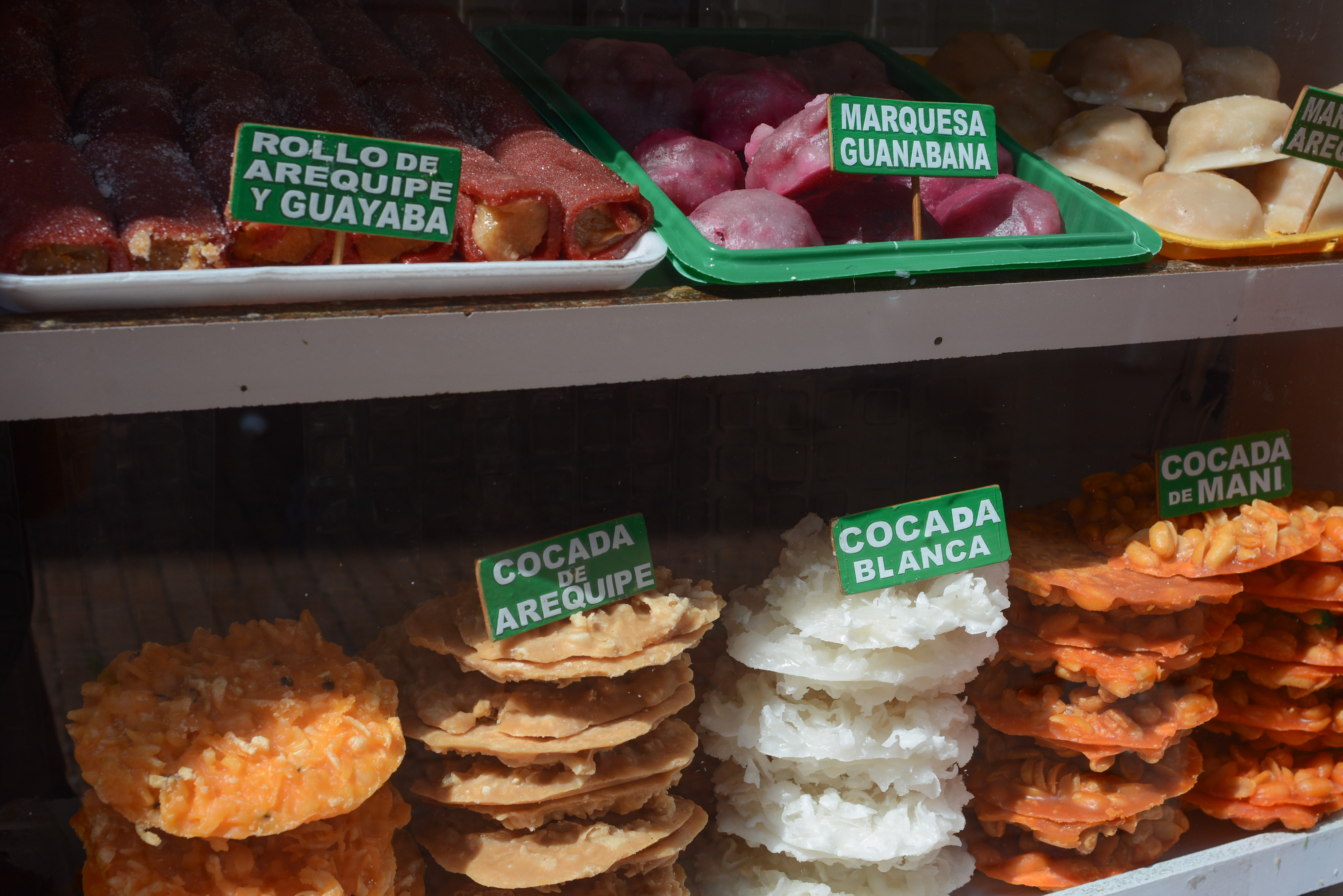
На прилавку з солодощами в Колумбії (нижній ряд).
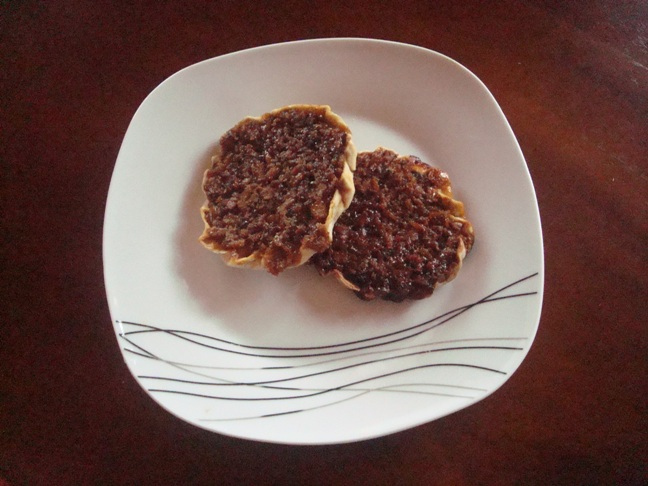
Варіант з Коста-Рики.
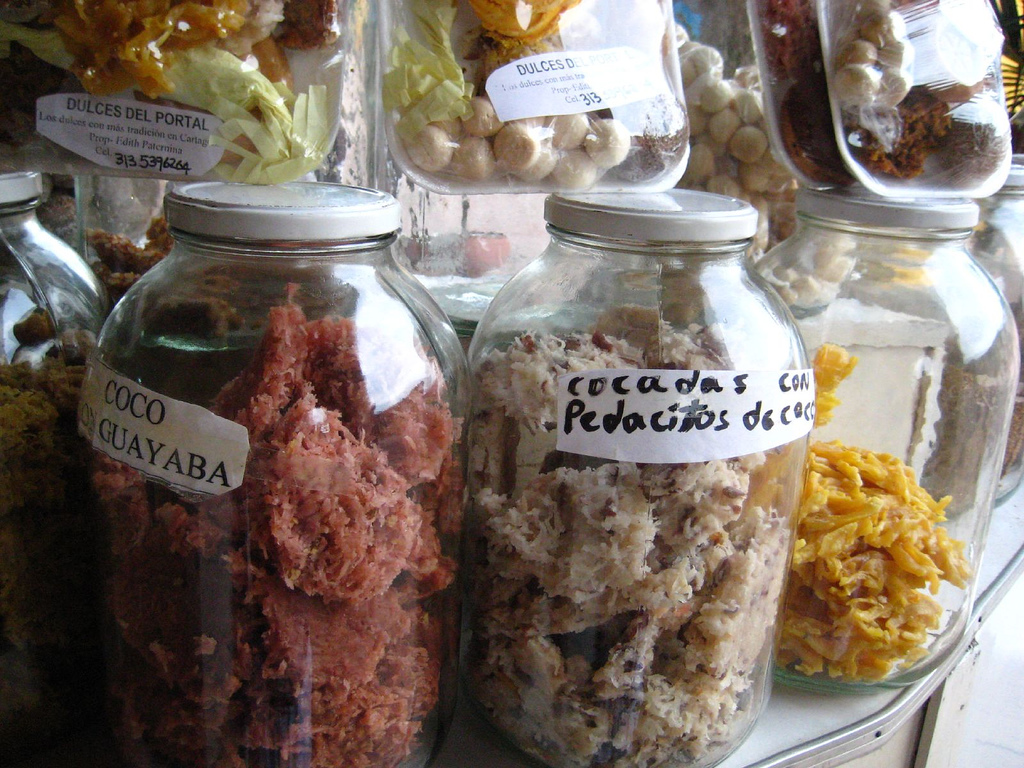
Колумбійські кокади з гуава та іншими смаковими добавками.
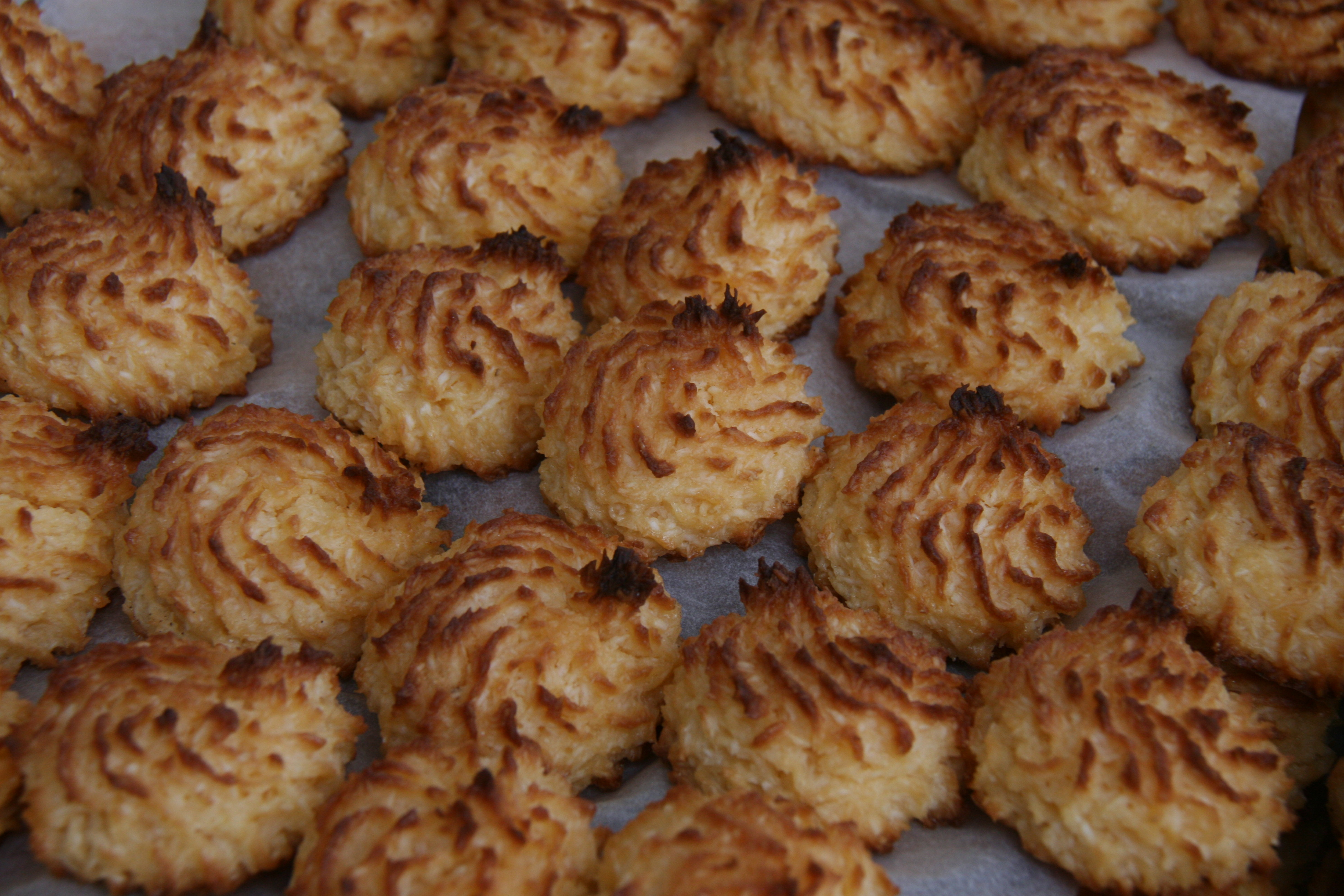
М'які коричневі кокади.
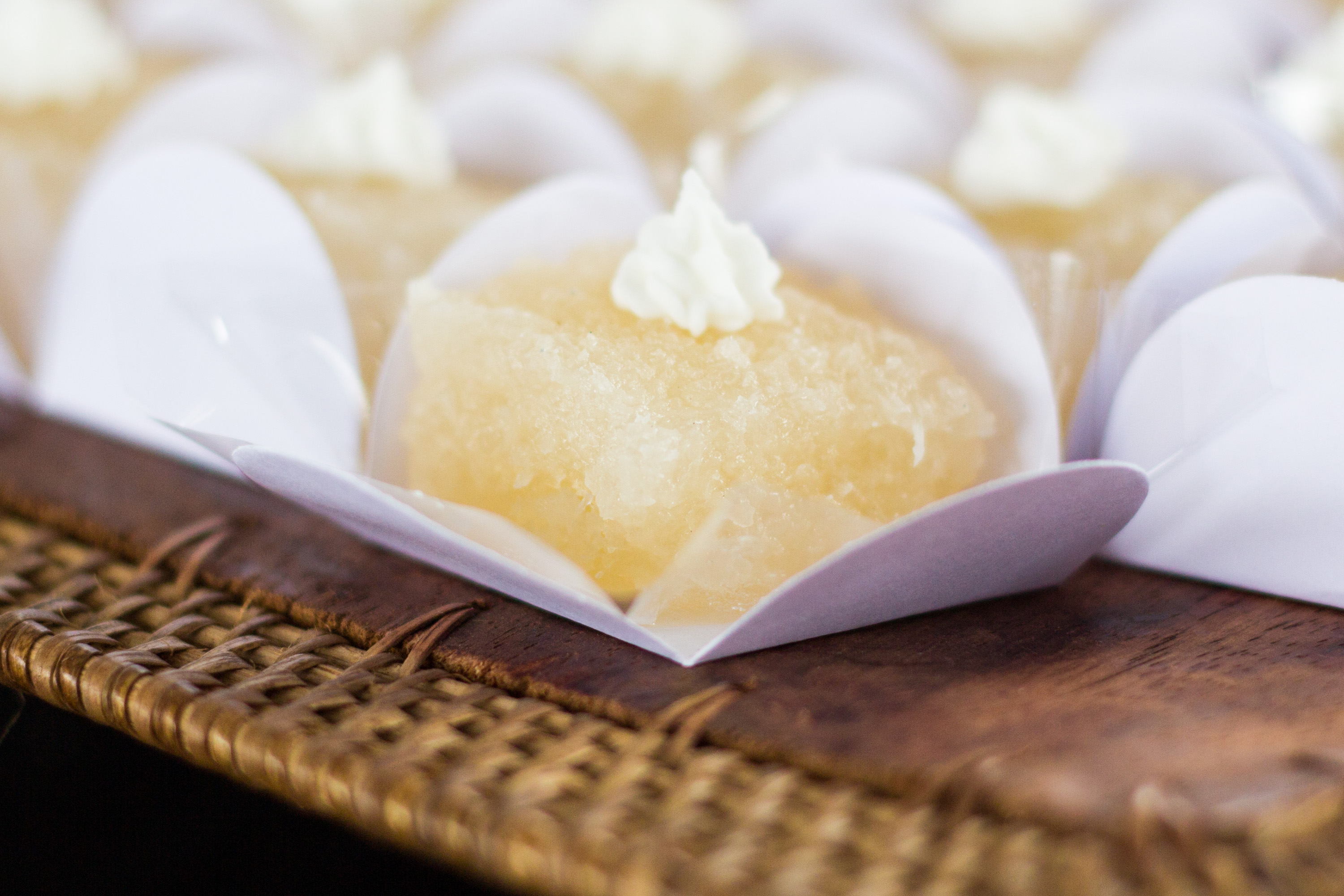
Бразильська кокада.
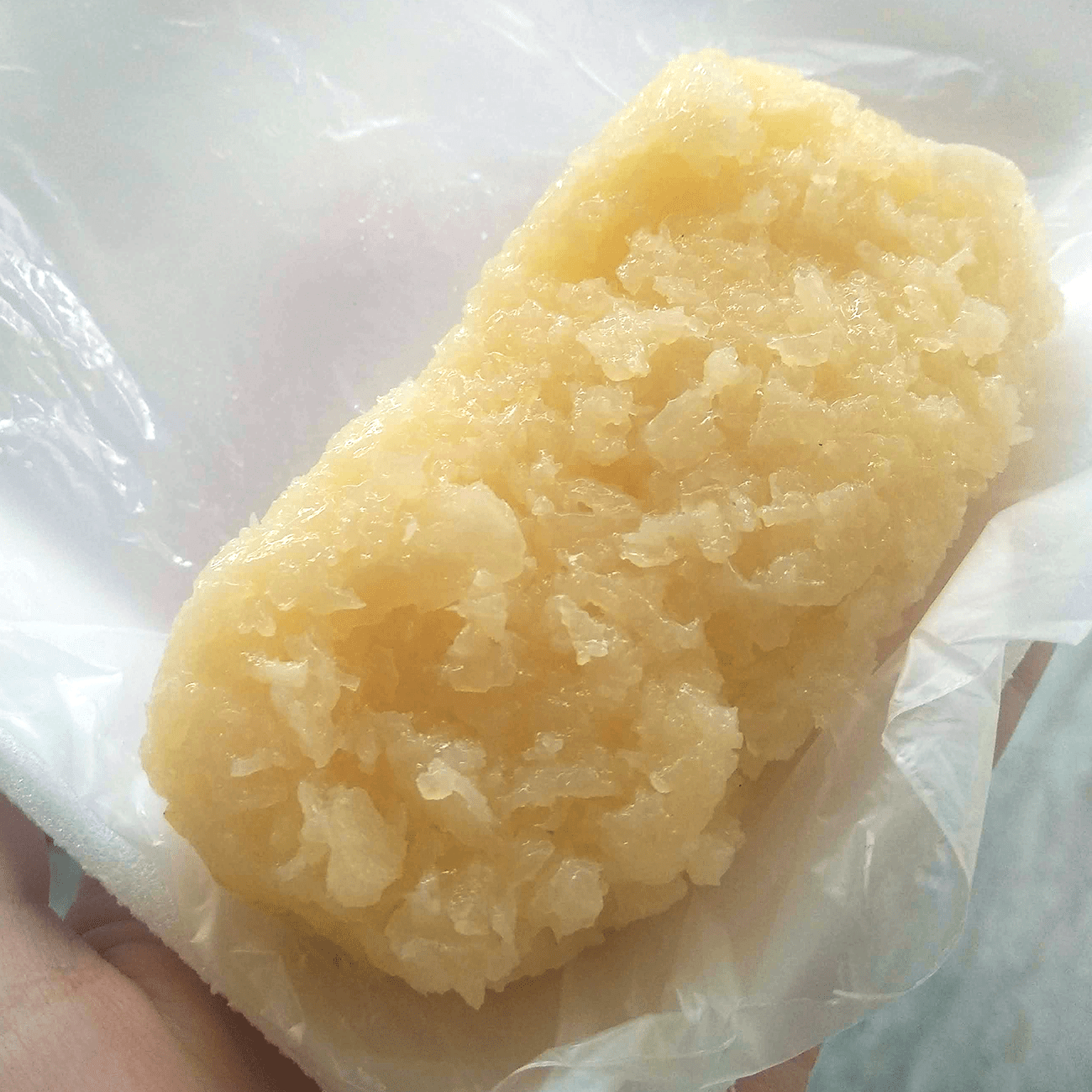
Бразильська Кокада. Інший варіант.